# Lynar
Lynar je říšský šlechtický a později knížecí rod italského původu.

## Stavovský vzestup

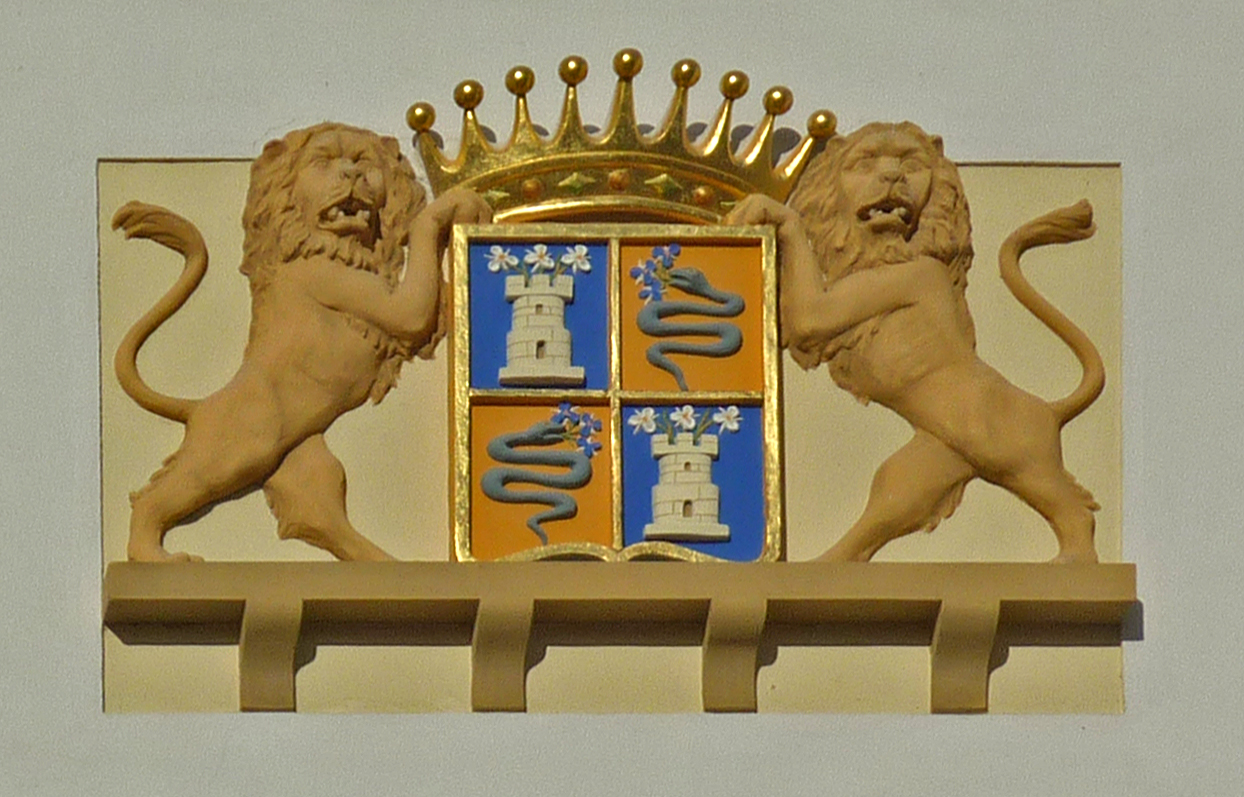
Hraběcí erb rodu Lynar

Severoitalské rodině původem z Toskánska bylo roku 1564 potvrzen hraběcío titul (de Linari). V roce 1568 přijala německou podobu jména (zu Lynar), 1801 získala část bezprostředního říšského hrabství Limpurg-Gaildorf (do roku 1802), a v roce 1806 získala český inkolát v panském stavu. Rakouský knížecí titul se stal dědičným pro prvorozeného syna s predikátem Hochgebohren, v roce 1861 získala pruský predikát Fürstliche Gnaden, pak pruský predikát Durchlaucht, roku 1917 se připojilo jméno a erb vymřelého rodu hrabat Redernů (kníže zu Lynar, hrabě von Redern).

## Dějiny rodu
Podle některých zpráv žili příslušníci tohoto rodu v severoitalské Bologni již v polovině 12. století. Někdy tehdy údajně získali bezprostřední hrabství Linari ležící nedaleko Faenzy, podle kterého se začali psát. Historické prameny ale mluví jinak. Prvním doloženým předkem tak je až hrabě Migliore di Linari, syn hraběte Guida di Mutiliana, připomínaný roku 1347. Podle výzkumů financovaných rodem Lynar pocházel rod hrabat Mutiliana od potomků durynského rytíře Wida (připomínán 933) a jeho manželky neznámého jména, která byla nemanželskou dcerou saského vévody Otty Osvíceného (tím i sestrou německého krále Jindřicha I. Ptáčníka). Potvrdit nebo vyvrátil tuto teorii však pro nedostatek materiálu nelze.
Roku 1360 se stal rodový hrad v Linari obětí bratrovražedných bojů italských měst. Byl obležen florentským vojskem, dobyt a zničen. Příslušníci rodu se v polovině 15. století vzdali hraběcího titulu a po svém společném předkovi Battistovi Guerrino di Linari začali užívat nového jména Guerrino (Guerrini).
Ke starému jménu se vrátil až v polovině 16. století Rocco Guerrino (1525–1596), zřejmě nejznámější osobnost rodu. Roku 1564 obdržel od toskánského vévody Cosimy Medicejského list, který potvrzoval jeho původ a nárok na hraběcí titul. Tehdy sloužil ve vojsku francouzského krále a jeho staronové jméno znělo Rocco di Linari. Později působil na francouzském dvoře, když se ale stal protestantem, přestoupil do služeb falckého kurfiřta. Tehdy si také poněmčil své jméno na hrabě Rochus zu Lynar (1568). Rochus patřil mezi přední vojenské odborníky své doby, proslavil se zvláště reformami dělostřelectva a vylepšeními vojenských staveb. Roku 1570 přešel z falckých do saských služeb a nakonec se usadil v Braniborsku (1578), kde se zasloužil mj. o pozdvižení zdejšího hospodářství.
Měl jediného syna Johanna Casimira (+ před 1621). Oženil se Elisabethou von Diestelmaier, která roku 1621 zakoupila pro jejich syna Johanna Sigmunda (+1665) hornolužická panství Glinick a Lübbenau, jež se nadlouho stalo hlavním sídlem rodu.
V polovině 18. století rozdělili dva synové hraběte Rocha Friedricha (1708–1781) rod do dvou linií. Starší (hraběcí) zvanou Lübbenau založil Christian Ernst (+1784), mladší (knížecí) řečená Drehna pochází od Morize (+1807).

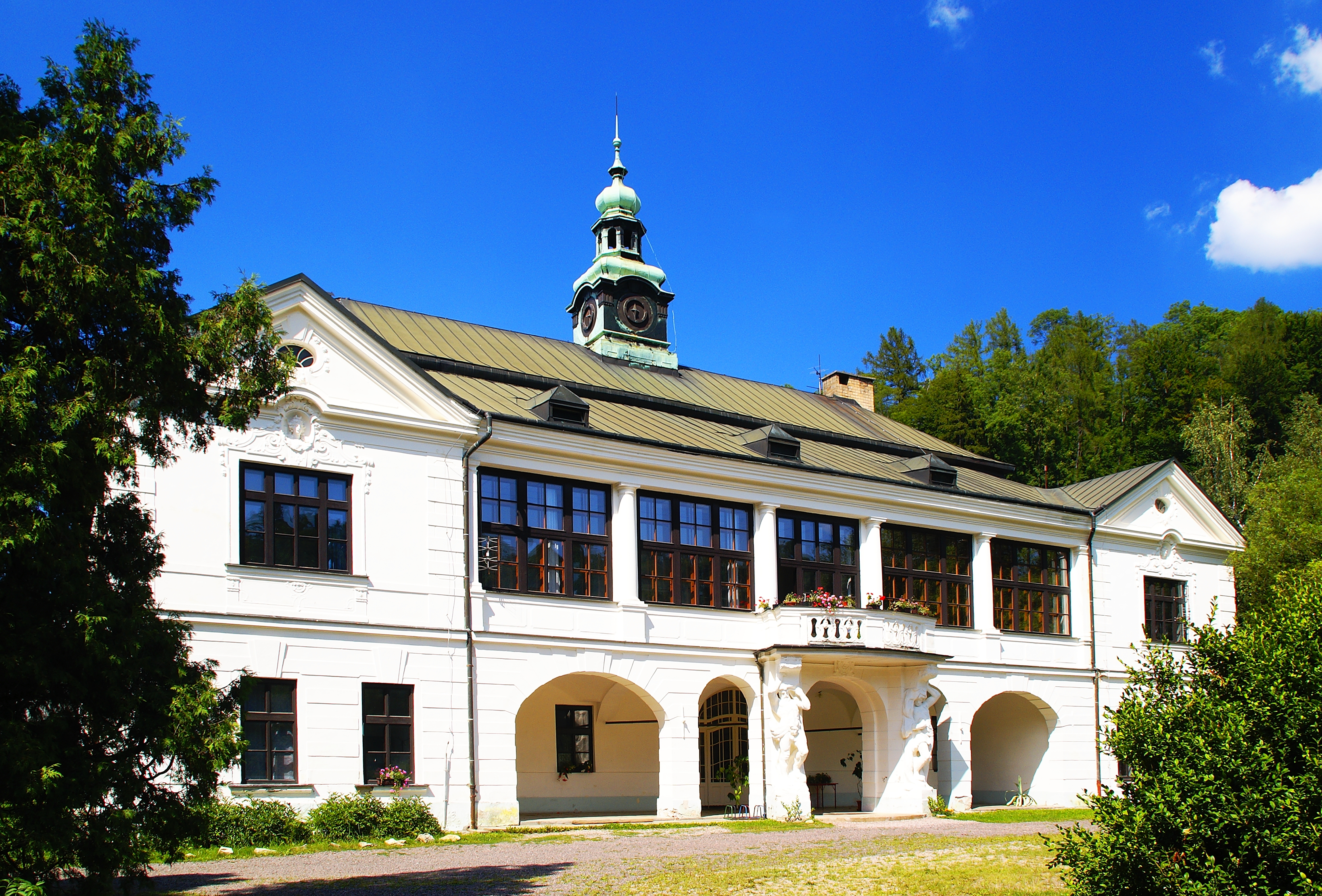
Zámek Brandýs nad Orlicí

Hrabě Arnošt Mořic roku 1806 koupil české panství Brandýs nad Orlicí a vytvořil z něho – a svých hornolužických statků Drehna a Vetschau – rodový majorát. V letech 1801–1802 také krátce držel bezprostřední říšské hrabství Limpurg-Gaildorf a roku 1806 byl povýšen do rakouského knížecího stavu dědičného pro prvorozeného syna (protože je povyšovací listina datována až dnem 27. února 1807, bývá někdy uváděno toto datum). Držba brandýského panství byla pro rod Lynarů pouhou epizodou. Již roku 1817 byl zdejší velkostatek prodán, později (1831) jej sice rod získal zpět, ale jen proto, aby ho záhy postoupil Waldstein-Wartenbergům.
Hlavní lynarské majetky ležely v Prusku, resp. v Horní Lužici. Počátkem 20. století se ale Lynarové usadili i v Pruském Slezsku a to díky Ernstu Georgovi, pátému knížeti zu Lynar (1875–1834), který se roku 1917 oženil s hraběnkou Viktorií von Redern (1889–1981), poslední příslušnicí starého slezského rodu. Díky sňatku se stal majitelem fideikomisního redernovského panství Görlsdorf v Dolním Slezsku a již několik dní před svatbou obdržel od císaře Viléma II. svolení ke spojení jmen a znaků obou rodů, a to nejvyšším rozhodnutím ze 24. listopadu 1917 a diplomem ze 13. 4. 1918.
Dědicem Ernsta Georga se stal jeho starší syn Ernst Wilhelm (*1924), zatím poslední hlava rodu. Během jarní ofenzívy sovětské armády roku 1945 byly jeho slezské statky zpustošeny a zámek Görlsdorf byl vypálen a zničen. Kníže, který po válce přišel o většinu majetku, se roku 1956 oženil s Igrid Bretzkeovou (*1924) a později se i se třemi dcerami usadil v západním Berlíně. Jelikož nemá mužské potomky, je dědicem titulu je tak jeho mladší bratr hrabě Alexander (*1928), bývalý ředitel letecké společnosti Lufthansa, resp. jeho syn Sebastian (*1981).